# Сосновка (Новосибірський район)
Сосновка (рос. Сосновка) — селище у Новосибірському районі Новосибірської області Російської Федерації.
Входить до складу муніципального утворення Кубовинська сільрада. Населення становить 1127 осіб (2010).

## Історія
Згідно із законом від 2 червня 2004 року органом місцевого самоврядування є Кубовинська сільрада.

## Населення
| 2002 | 2007  | 2010  |
| ---- | ----- | ----- |
| 1076 | ↗1160 | ↘1127 |